# Krastavac
Krastavac (ugorak, kukumar, lat. Cucumis sativus) jednogodišnja je biljka iz porodice tikvovki (lat. Cucurbitaceae). 
Plod je zelen, valjkast, tvrd, dug do 60 cm, a širok do 10 cm, jestiv je i sirov. Raste na stabljici u obliku loze penjačice. Sastoji se od 97% vode, ima 9,7 kalorija na 100 grama. Bogat je vitaminima i mineralima. Važan je dio prehrane svjež ili konzerviran. Sjeme se razvija u dozrelim plodovima. S botaničkog gledišta prema sjemenu i cvijetu pripada u voće (kao i rajčica), ali se u svakodnevnom životu tretira povrćem.
Potječe iz Indije. U zapadnoj Aziji, uzgaja se 3 000 godina. Jeli su ga Babilonci i spominje se u njihovom Epu o Gilgamešu. U Europu su ga donijeli Rimljani. Uzgoj krastavaca spominje se u spisima u Francuskoj u 9. stoljeću, u Engleskoj u 14. stoljeću, a u Sjevernoj Americi u 16. st.
Najveći svjetski proizvođač krastavaca je Kina s oko 60% svjetske proizvodnje. Ostali veći proizvođači, ali puno manji od Kine su Turska, Rusija, Iran i SAD.